# Mitski
Mitski Miyawaki (nacida Mitsuki Laycock; Prefectura de Mie, 27 de septiembre de 1990), conocida artísticamente como Mitski, es una cantante y compositora japonesa-estadounidense.

## Biografía
Nació en la prefectura de Mie, Japón el 27 de septiembre de 1990. De padre estadounidense y madre japonesa, desde temprana edad vivió inmersa en la música folk, música del mundo (de su padre) y J-pop de los años 70. Debido al trabajo de su padre, su familia se mudó de residencia con frecuencia, Mitski vivió en Turquía, China, Malasia y la República Democrática del Congo, hasta establecerse en Nueva York. Ingresó en Hunter College University para estudiar cine, pero luego cambió a música en el conservatorio DE LA Purchase College, donde estudió composición.

### Primeras grabaciones
Durante este período, grabó y produjo sus diez primeros álbumes de piano: Lush (2012) y Retired from Sad, New Career in Business (2013), como proyectos estudiantiles. Después de graduarse, en 2014 comenzó a escribir su tercer álbum, Bury Me at Makeout Creek, lanzado ese mismo año. El álbum marca una nueva etapa musical para Mitski, alejándose de las composiciones orquestales y el piano a favor de guitarras con texturas crudas e impulsivas. Este trabajo recibió críticas muy positivas.
el 23 de diciembre de 2015, Mitski firmó con el sello Dead Oceans y lanzó su cuarto álbum, Puberty 2, con el sencillo principal, «Your Best American Girl». Lanzó otro sencillo, «Happy», antes del lanzamiento del álbum el 17 de junio. El álbum fue grabado durante un período de dos semanas en Acme Studios en Westchester, Nueva York y fue producido por su colaborador Patrick Hyland. El álbum recibió elogios de la crítica y la canción «Your Best American Girl» fue nombrada entre las diez mejores canciones en Chile por publicaciones como Rolling Stone, Paste, Stereogum y Pitchfork.

El 21 de febrero de 2017, la banda natural disaster anunció una gira por Estados Unidos con Mitski. Ese mismo año aportó la canción «Fireproof» (un cover de One Direction) al álbum recopilatorio Our First 100 Days, que recaudó fondos para organizaciones desfinanciadas por el entonces presidente Donald Trump. El 4 de octubre, Lorde anunció que Mitski sería acto de apertura en conciertos seleccionados durante su Melodrama World Tour. El 1 de noviembre, Mitski protagonizó un cortometraje llamado Sitting. El 20 de abril de 2018, colaboró con la banda Xiu Xiu en la canción «Between the Breaths».

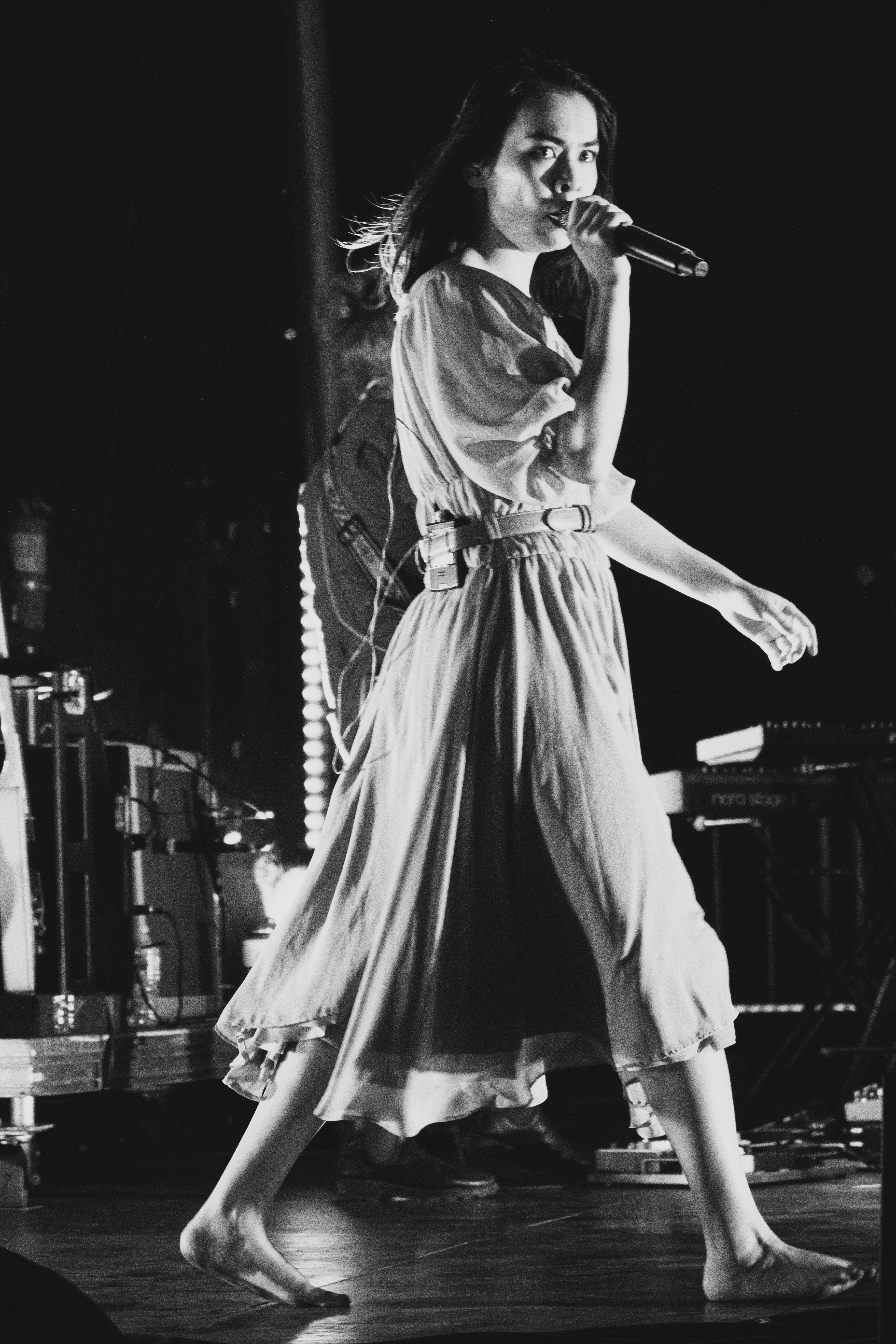
Mitski en Day In Day Out Festival (2022)

Mitski lanzó el 17 de agosto de 2018 su quinto álbum, Be the Cowboy, con Dead Silva. El sencillo principal, «Geyser», fue lanzado el mismo día junto con su video musical. El segundo sencillo, «Nobody», se lanzó el 26 de junio acompañado también de un video musical, y el tercer sencillo que precede al álbum, «Two Slow Dancers», fue lanzado el 9 de agosto. Be the Cowboy fue aclamado por la crítica y nombrado álbum del año por publicaciones como Pitchfork, Vulture y Consequence of Sound.
El 29 de octubre de 2020, se anunció que Mitski proporcionará la banda sonora de la novela gráfica This Is Where We Fall, un western de ciencia ficción escrito por Chris Miskiewicz y Vincent Kings. El álbum fue lanzado en casete con la novela de tapa dura el 5 de mayo de 2021.
El día 1 de octubre de 2021, tras tres años sin presencia digital, Mitski reactivó sus redes sociales, Instagram y Twitter. Ella las desactivó antes de llevar a cabo un descanso debido a que el propósito de su usuario era promocionar sus giras musicales. Por lo tanto, cuando Be The Cowboy Tour presentó su último concierto, cerró sus cuentas sociales. 
El 9 de noviembre de 2021 anunció que su sexto álbum de estudio, Laurel Hell, sería lanzado al comienzo de su gira por Norteamérica y Europa, el 4 de febrero de 2022.
El 15 de septiembre de 2023 lanzó su séptimo álbum de estudio, The Land is Inhospitable and so are we, del cual se viralizó el sencillo «My Love Mine All Mine». De este mismo álbum, Mitski anunciaría un 5 de septiembre de 2023 la previewing de este. Tiempo después, un 18 de enero de 2024 anunciaría North American Tour 2024, su gira por Norteamérica con invitados especiales como Laufey, Lamp, Alvvays, entre otros.

## Discografía

### Álbumes de estudio
- 2012: Lush
- 2013: Retired from Sad, New Career in Business
- 2014: Bury Me at Makeout Creek
- 2016: Puberty 2[19]
- 2018: Be the Cowboy[20]
- 2022: Laurel Hell
- 2023: The Land is Inhospitable And So Are We[21]

### EPs
- 2015: Audiotree Live